# Lente asférica

Lente asférica biconvexa

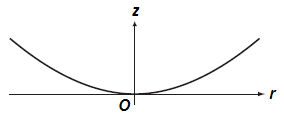
Curvatura

En el entorno de la óptica, una lente asférica es una lente con una forma similar a una porción de esfera, aunque no sea estrictamente esférica. Hoy en día, en el campo de la optometría, las lentes modernas son a menudo asféricas. Anteriormente, la forma típica de las lentes era la esférica, lo que conllevaba ciertas aberraciones ópticas. Algunos tratamientos de miopía mediante cirugía refractiva con láser excimer utilizan una geometría de modelo asférico para la superficie de la córnea.

## Ecuación de una lente asférica
La flecha {\displaystyle z} de una lente asférica como una función de la distancia al eje óptico r depende de dos parámetros: el radio de curvatura R (o curvatura C = 1 / R) y la conicidad K .
{\displaystyle z(r)={\frac {1}{R}}\cdot {\frac {r^{2}}{1+{\sqrt {1-(1+K)\cdot {\frac {r^{2}}{R^{2}}}}}}}}
Dependiendo del valor de K conicidad, el perfil tomará diferentes formas:
| K      | Perfil                  |
| ------ | ----------------------- |
| K>0    | Elíptico(eje mayor//Or) |
| K=0    | Esférico                |
| -1<K<0 | Elíptico(eje mayor//Oz) |
| K=-1   | Parabólico              |
| K<-1   | Hiperbólico             |

## Objetivo asférico
La generalización de las lentes asféricas ha incrementado drásticamente el rendimiento de los objetivos baratos, ya que con una sola lente se consigue una imagen muy correcta, en todas las longitudes focales y en el segmento superior fino; esto ha ayudado a reducir el número de lentes, especialmente en el caso de un zoom, mejorando el rendimiento, en este caso concreto, de forma muy significativa.